# Gorosina ampla
Gorosina ampla (лат.) — вид чешуекрылых из подсемейства совок-пядениц. Единственный представитель рода Gorosina.

## Описание
Щупики тёмно-коричневые. Второй членик щупиков длинный наклонный, третий членик короткий изогнут назад. Усики реснитчатые. Передние крылья светло-коричневые, в основании более темные. Передний край крыльев серый, вогнутый, вершина крыльев заострённая. Задние крылья коричневые с большим пятном в дискальной ячейке.

## Распространение
Вид встречается в Коста-Рике.